# Eleições no Território Federal de Roraima em 1962
As eleições no território federal de Roraima em 1962 ocorreram em 7 de outubro como parte das eleições gerais em 22 estados e nos territórios federais do Amapá e Rondônia. No presente caso, a Constituição de 1946 fixou um deputado federal para representar cada um dos territórios federais então existentes.

## Resultado da eleição para deputado federal
Conforme o Tribunal Superior Eleitoral, foram apurados 4.566 votos nominais (98,07%), 42 votos em branco (0,90%) e 48 votos nulos (1,03%), resultando no comparecimento de 4.656 eleitores. Nos territórios federais representados por um deputado federal, será observado o princípio do voto majoritário.

### Coligação PST-PRT
| Candidatos a deputado federal em 1962 | Partido | Votação | Percentual | Cidade onde nasceu | Unidade federativa | Observações      |
| Gilberto Mestrinho                    | PST     | 2.871   | 62,88%     | Manaus             | Amazonas           | [ 5 ] [ nota 2 ] |
| Félix Valois                          | PRT     | -       | -          | Pastos Bons        | Maranhão           | [ 6 ] [ nota 2 ] |
| Fontes:                               |         |         |            |                    |                    |                  |

### Coligação PSD-UDN-PSB
| Candidatos a deputado federal em 1962 | Partido | Votação | Percentual | Cidade onde nasceu | Unidade federativa | Observações |
| Sílvio Botelho                        | PSD     | 1.695   | 37,12%     | Iúna               | Espírito Santo     | [ 7 ]       |
| Francisco Elesbão                     | PSD     | -       | -          | Salvador           | Bahia              | [ 8 ]       |
| Fontes:                               |         |         |            |                    |                    |             |